# Calliostoma jeanneae
Calliostoma jeanneae là một loài ốc biển, là động vật thân mềm chân bụng sống ở biển thuộc họ Calliostomatidae.